# Microsoft Windows Server 2008 R2
Windows Server 2008 R2 er et server operativsystem produceret af Microsoft, der blev udgivet den 22. oktober 2009. Ifølge Windows Server Teamets blog, vil den blive sat på markedet for hjemmebrugere den 14. september 2009. Systemet bygger på Windows NT 6.1, den samme kerne der er basis for Windows 7. Det er det første serversystem der udelukkende er udgivet som 64-bit.
Det originale kodenavn for systemet, var Windows Server 7. Men i august 2008 annoncerede Microsoft dog at Windows Server 7 officielt ville blive udgivet som en "mindre udgivelse", under navnet Windows Server 2008 R2,.